# Frazada

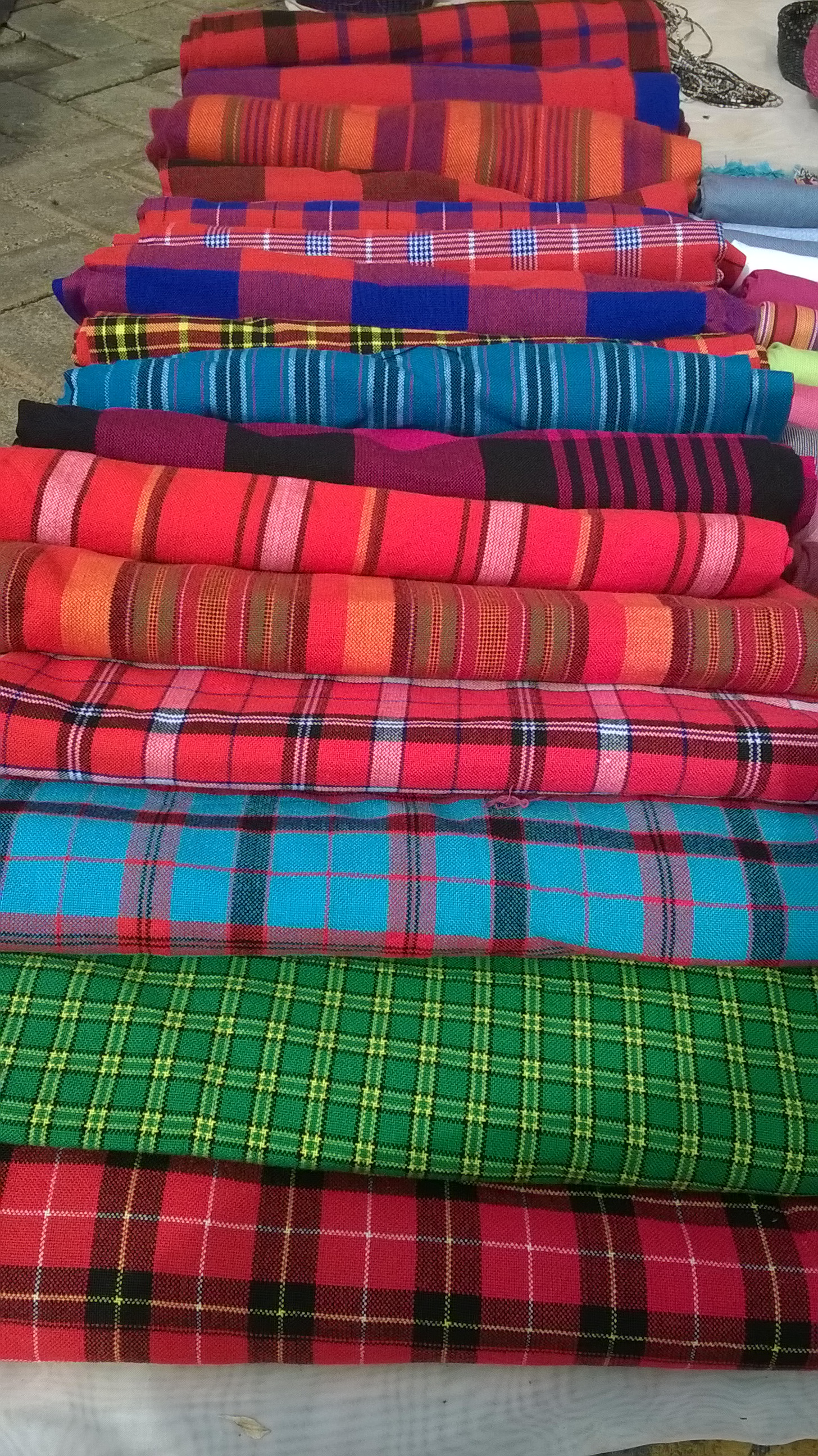
Surtido de frazadas en un mercado masái de Nairobi, Kenia.

Los términos frazada, manta o cobija son nombres para una prenda textil de abrigo usada para proteger del frío, y en especial para arroparse mientras se duerme. Se diferencian de los edredones, colchas, sábanas y otros cobertores o cubrecamas por su grosor. Por lo general se fabrican con forma alargada y rectangular. Cualquier cosa rectangular cuya función sea proteger del frío y arroparse mientras se duerme puede ser llamado frazada como una sábana o cualquier otro tipo de tela.
También forma parte de diversos trajes regionales de distintos países. Su uso específico a lo largo de la historia en el comercio y la guerra la ha asociado como prenda complementaria en el oficio de los arrieros y aguadores y en la impedimenta de las caballerías.

## Tipos y texturas
- de lana de oveja, el tipo más tradicional y cálido;

- de algodón en rama tejida con un baño de goma para mantener su consistencia;

- de mezclas sintéticas, fabricada con derivados del nylon y otros tejidos sintéticos

- de pared, o tapiz;

- manta eléctrica, hecha con dos capas de tejido envolviendo una resistencia eléctrica, y un cable de toma de corriente, por lo general provisto de un regulador de temperatura.

## Galería

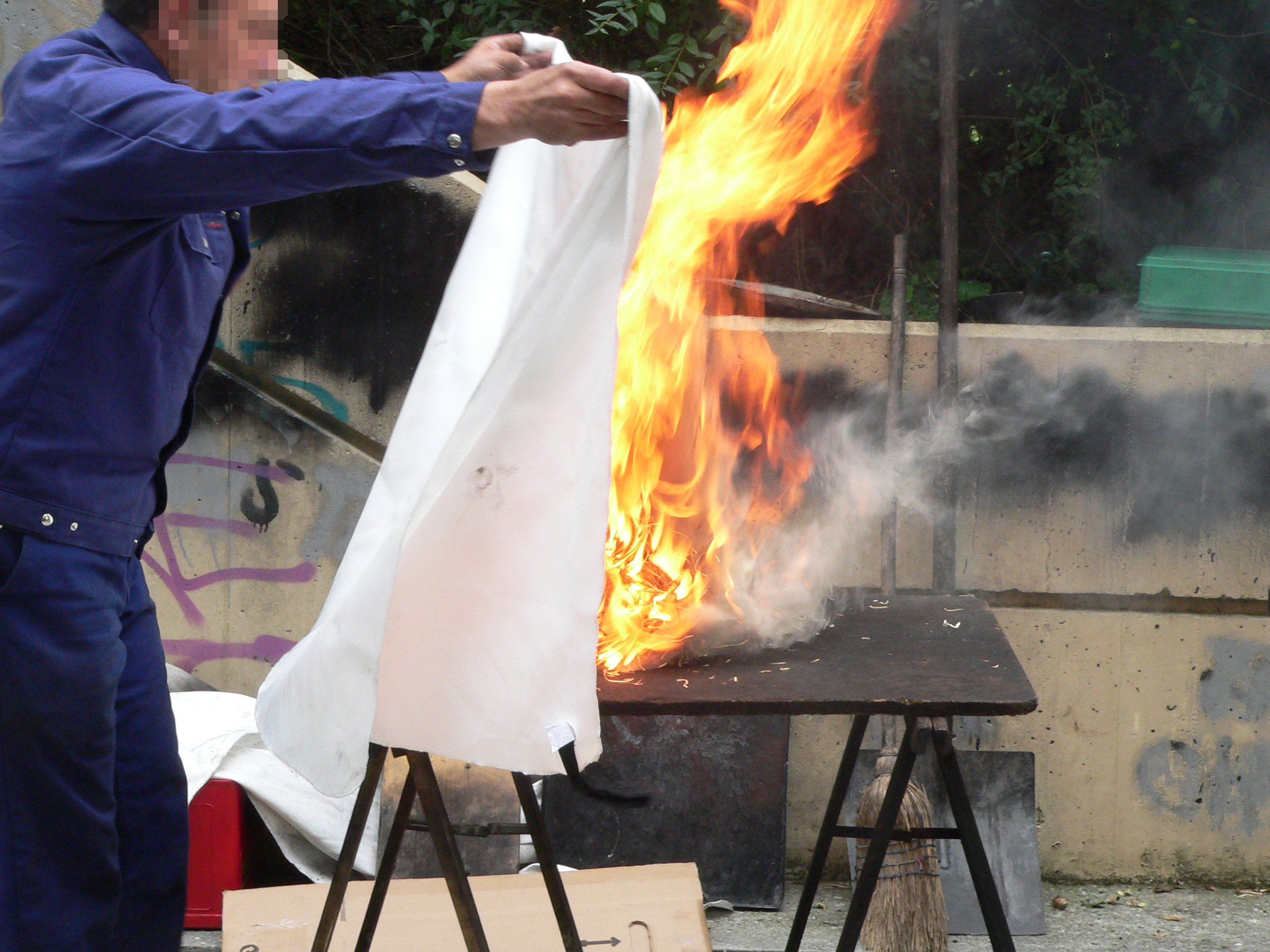
Manta ignífuga
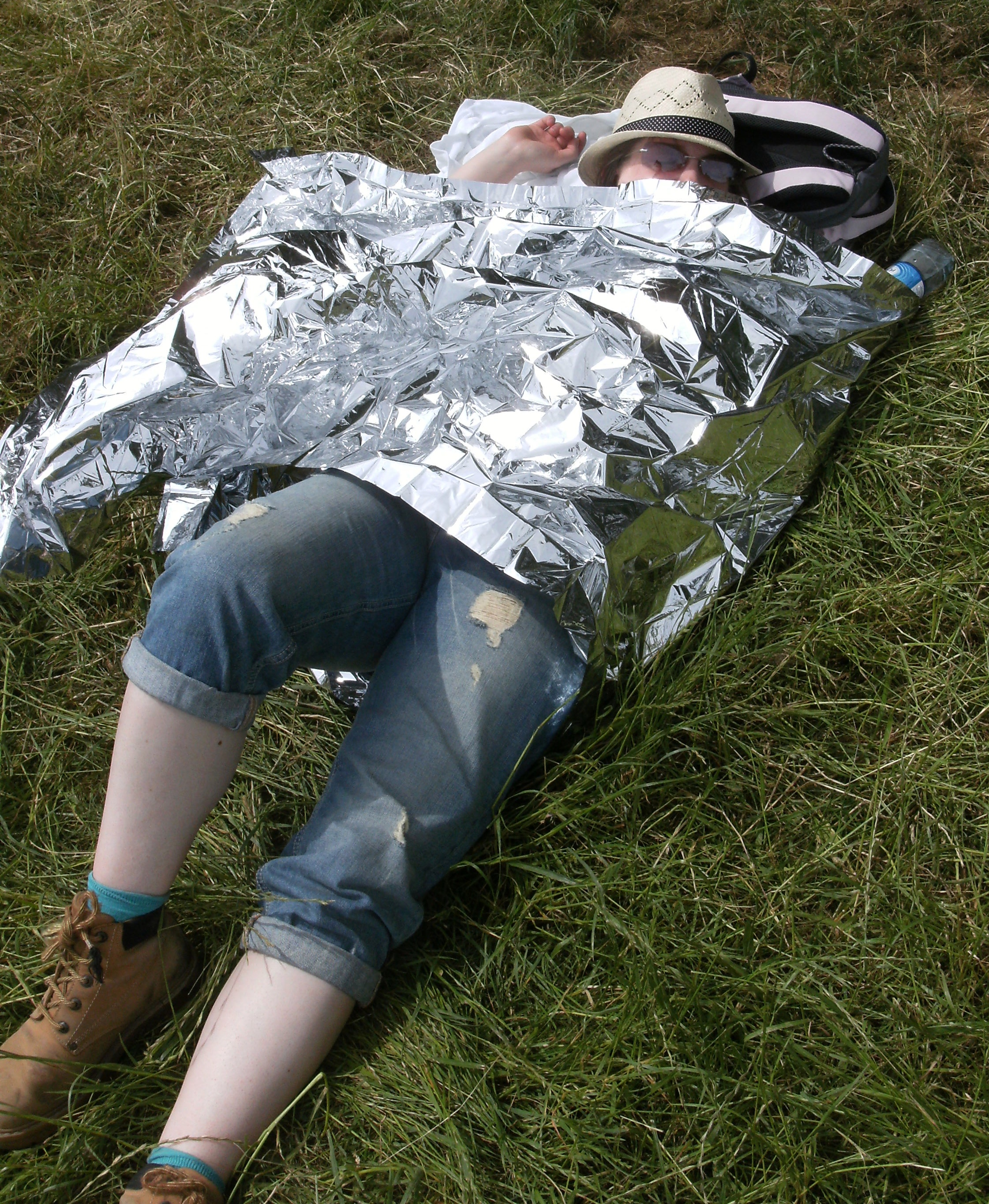
Manta isotérmica
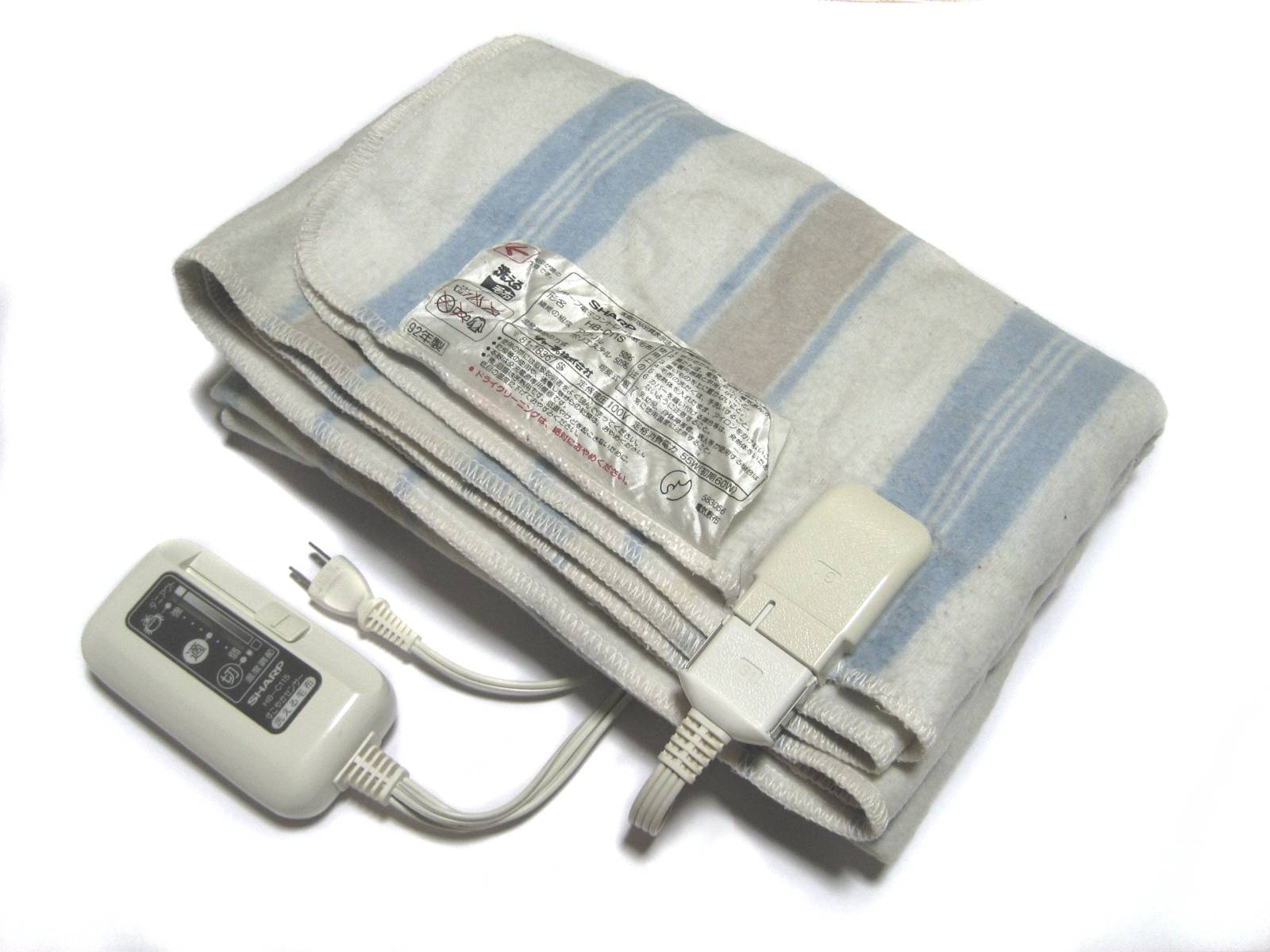
Frazada eléctrica
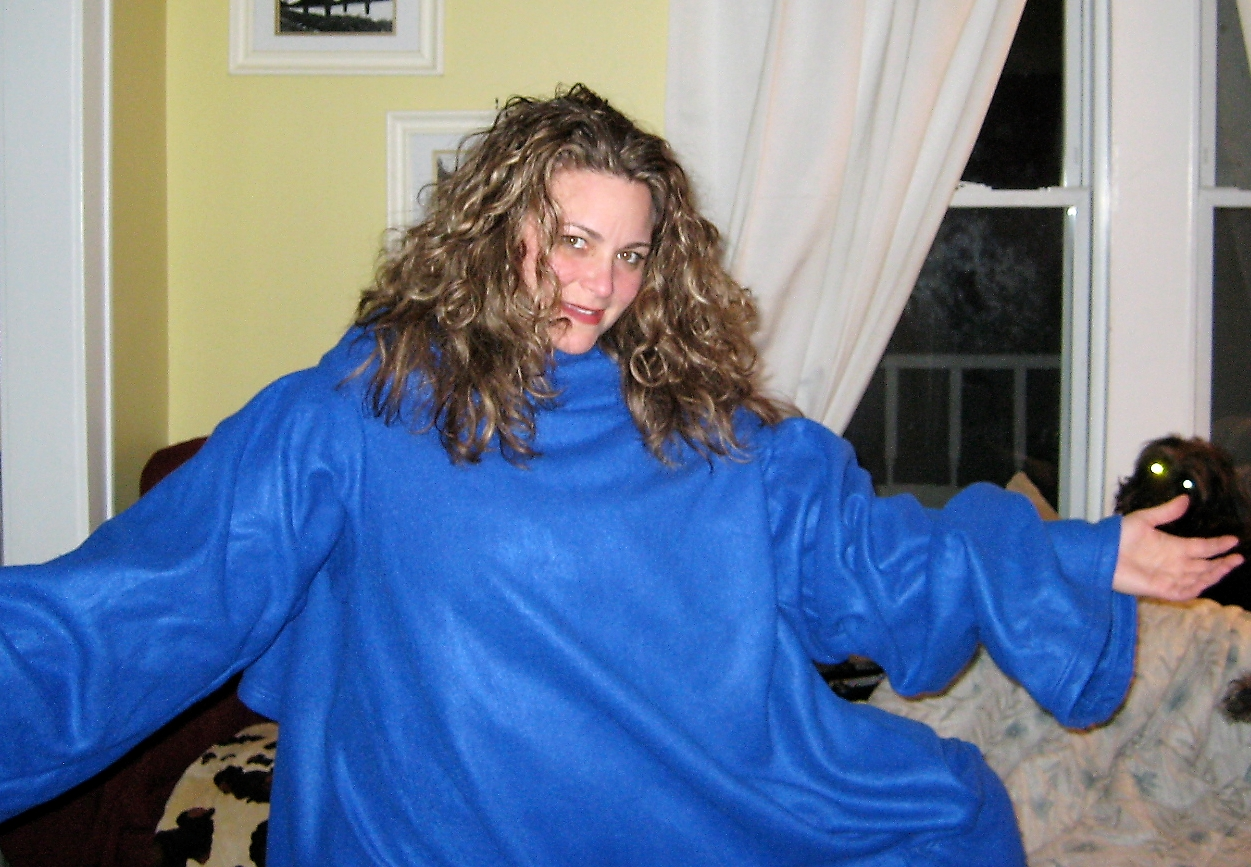
Batamanta
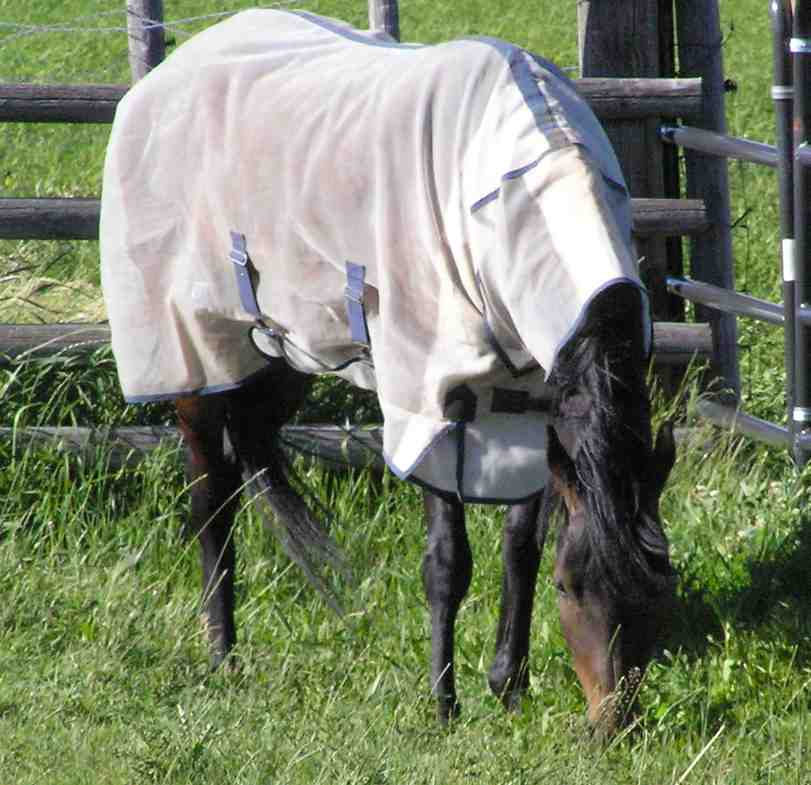
Manta para caballos
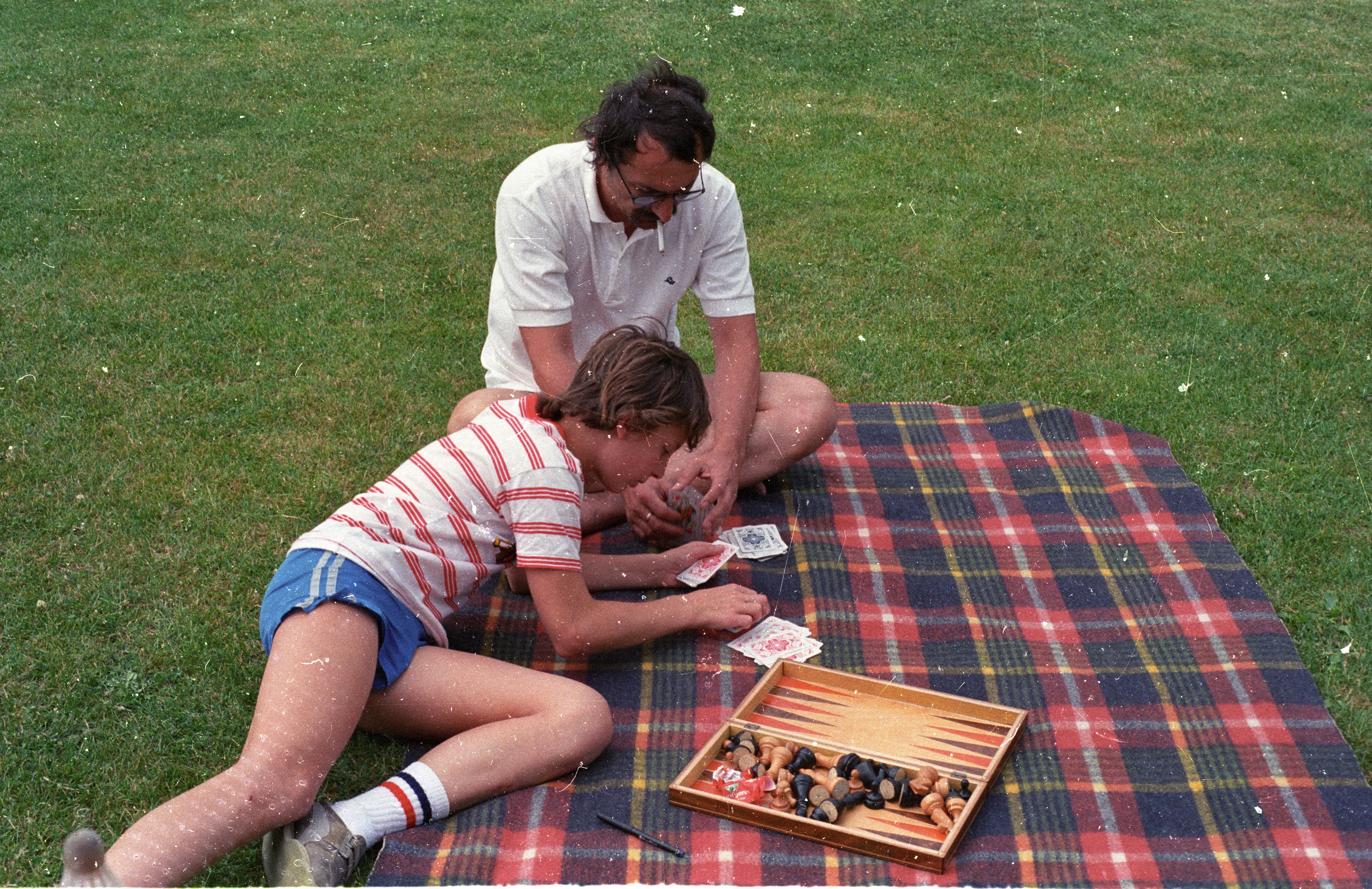
Manta utilizada para picnic
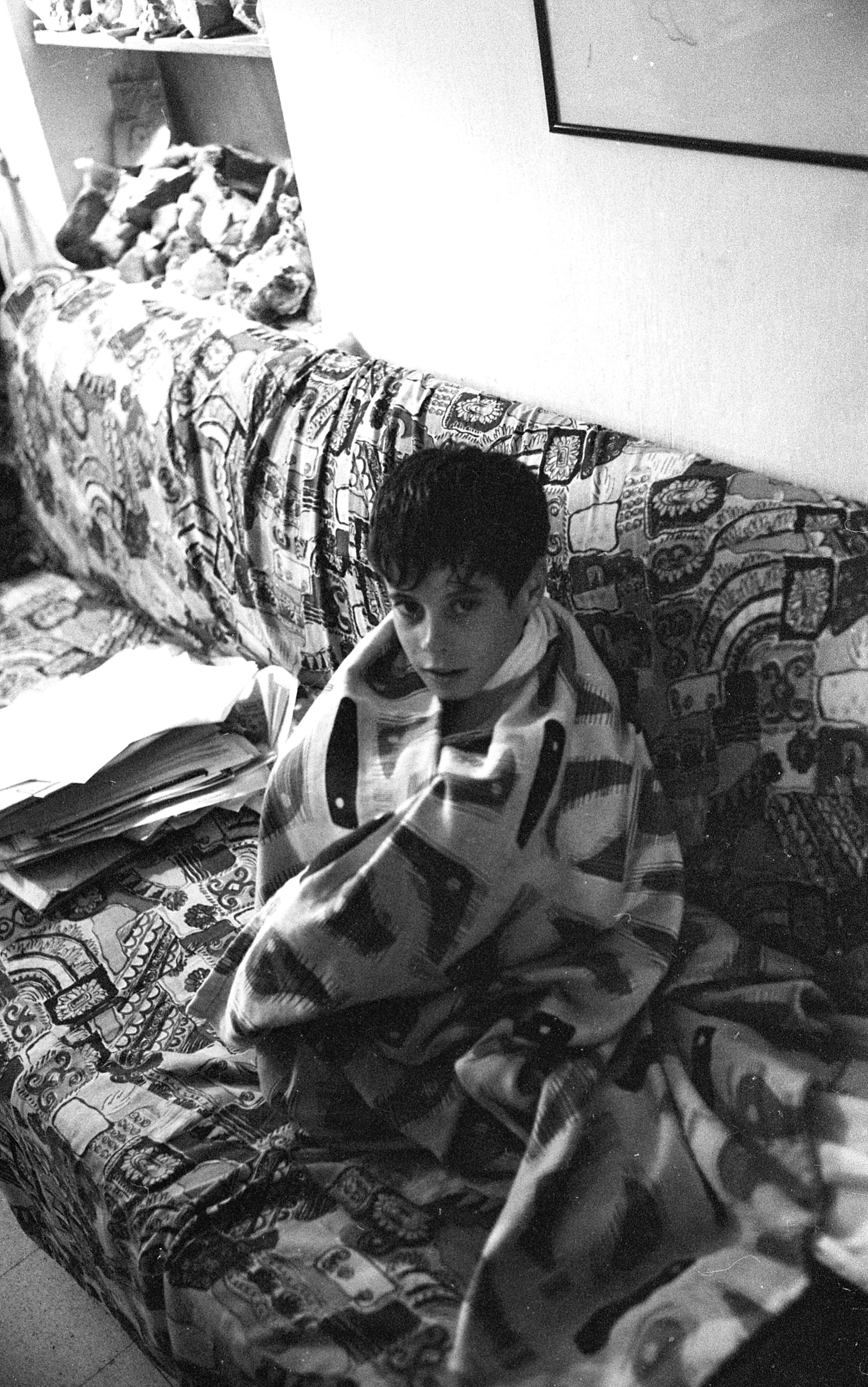
Niño cubierto con una frazada, Israel, 1969